# Сулейман аль-Арабі
Сулейма́н ібн Якзан аль-Кальбі (*араб. سليمان بن يقظان الكلبي الأعرابيا; д/н — 780) — державний і військовий діяч початку Кордовського емірату, валі Сарагоси в 767/768 і валі Барселони в 774—780 роках. У берберів відомий як аль-Арабі.

## Життєпис
Походив з єменського племені кальбітів. Син Якзан аль-Кальбі, одного з вождів кальбітів в Тагр а'Ла (Верхній Марці). Перша згадка відноситься до 767/768 року. Тоді він був валі Сарагоси. Обставини отримання посади невідомі, а також рік цього. В одних джерелах він згадується як повсталий в Сарагосі, в інших — намісник Сарагоси, що повстав. Напевне незадовго до 767 року обійняв посаду валі.
Був швидко переможений Бадром, військовиком кордовського еміра Абдаррахмана I. Відступив від Сарагоси, з'єднавшись з очільником повстання берберів Шак'ї ібн Абд ар-Вахіда аль-Фатімі. Разом з останнім у 770 році зазнав поразки від Бадра. У 772 році Сулейман спробував захопити Сарагосу, але марно.
Між 772 та 774 роками призначається валі Барселони, оскільки саме у 774 році він вперше згадується як барселонський валі. 777 року отримав від Абдррахмана ібн Хабіба аль-Сіклабі, що з аббасидським військом висадився на півдні Піренейського півострова (в районі сучасної Мурсії). За різними відомостями, Сулейман відмовився до нього приєднуватися, або рушив назустріч аль-Сіклабі. Проте неподалік Валенсії війська еміра Кордови завдали аль-Сіклабі рішучої поразки.
778 року Сулейман аль-Арабі рушив до франкського короля Карла I, з яким вів перемовини в Падерборні. Тут він обіцяв вірність франкам та здачу Барселони і Сарагоси. Втім коли франкське військо підійшло до Сарагоси, то її валі Гусейн ібн Ансарі оголосив, що не давав згоди передати Сарагосу франкському королю. Зрештою Карл I мусив відступити, захопивши з собою Сулеймана. Своєю чергою діти останнього приєдналися до басків, що чинили напади в Ронсельвальській ущелині на франків, які відступали. В результаті Сулейманові вдалося звільнитися.
У 780 році за одними відомостями Сулейман зазнав раптового нападу Гусейна ібн Ансарі, за другими — валі Сарагоси запросив Сулеймана до себе, де підступно захопив та наказав стратити.

## Родина
- Айшун (д/н—783), валі Барселони в 781—783 роках
- Матрух (д/н—792), валі Барселони і Сарагоси